# 水原明人
水原 明人（みずはら あきと、1929年4月21日- 2016年8月10日）は、日本の放送作家。

## 人物・来歴
東京生まれ。本名・石尾三治。早稲田大学文学部仏文科卒業。1954年より放送の脚本執筆の一方、同連盟脚本家教室の講師を長年務める。父方が代々江戸・東京育ちであることから江戸についての造詣は深い。東京家政大学やNHK学園で、江戸文化に関する講演・江戸旧跡めぐりを長期担当した。時代劇の人気ドラマ「必殺シリーズ」も手がけ、時代考証にも詳しい。主な作品に『ドブネズミ色の街』（ＮＨＫ、モンテカルロ・テレビ映画祭賞）、『田之助変貌』（ニッポン放送、芸術祭優秀賞）、「おかあさんといっしょ」。日本放送作家協会常務理事、日本脚本家連盟理事。

## 著書
- 『江戸語・東京語・標準語』1994 (講談社現代新書
- 『「死語」コレクション 歴史の中に消えた言葉』1996 (講談社現代新書
- 『大江戸「伝馬町」ヒストリー 時代劇が六倍楽しめる リアルに伝わる、江戸の繁盛しぐさ』三五館 2008

### 翻訳
- ジャック・シェファー『黄金の谷』新鋭社 1958
- アーネスト・ヘイコックス『大平原』新鋭社 1958